# La freccia nel fianco (romanzo)
La freccia nel fianco è un romanzo di Luciano Zuccoli, pseudonimo del romanziere italo svizzero Luciano Von Ingenheim (1868 – 1929), pubblicato nel 1913.

## Trama
Il romanzo è diviso in due parti. Nella prima parte Nicoletta Dossena, una ragazza diciottenne appartenente a una ricca famiglia borghese, conosce Brunello, un bambino di otto anni figlio del conte Fabiano Traldi di San Pietro, un gaudente con il vizio del gioco, e di Clara Dolores, una donna fragile e frivola. Nonostante la differenza di età, fra Nicoletta e Brunello nasce un "casto idillio". Nicoletta respinge la corte del conte Massenti soprattutto quando apprende che costui è l'amante di Clara Dolores. Nicoletta e Brunello sono tuttavia separati dopo che il padre di lui è costretto a scappare, per sfuggire a un creditore, portandosi dietro il figlio. La giovane resta sgomenta: «Lo aveva amato come un bambino suo, più che un fratello. Gli aveva dato tutta la sua fresca anima libera; ed egli, a guisa d'un piccolo Amore sbucato impensatamente fuor da una nube, le aveva piantato nel fianco una freccia di cui ella non sapeva più liberarsi, di cui avrebbe portato il peso e il segno per tutta la vita».
La seconda parte si svolge dodici anni dopo: Brunello, un giovane di vent'anni, incontra in un caffè di Milano Nicoletta, moglie trentenne dell'industriale Luigi Barbano. Brunello si rende conto di sentire amore per Nicoletta: la donna ricambia questo sentimento, ma è intenzionata a non tradire il marito, uomo onesto e generoso. In estate Brunello e Nicoletta si recano nella località lacustre nella quale si sono conosciuti anni prima. Nicoletta si concede a Brunello, per uccidersi poco dopo annegandosi. Un anno e mezzo dopo Brunello, che si è dedicato alla carriera letteraria, pubblicherà un poema "di sconfinata angoscia", ispirato alla sua vicenda amorosa, che lo renderà illustre.

## Critica
La freccia nel fianco uscì dapprima a puntate su La Lettura, rivista mensile del Corriere della Sera, illustrato da Vittorio Corcos. Fu pubblicato lo stesso anno in volume dall'editore Treves e ristampato costantemente ogni anno, per lo meno fino al 1929, anno della morte dell'autore. Dimenticato, fu riscoperto negli anni settanta, «nell'ambito del più generale recupero, da parte di alcuni studiosi, del romanzo d'appendice». È considerato il capolavoro di Luciano Zuccoli il quale «fuse nel romanzo i temi a lui più cari: la rappresentazione dell'adolescenza, una sensualità passionale e mondata e una manierata raffinatezza propria di un'epoca in cui dominava lo stile liberty».

## Edizioni
- Luciano Zuccoli, La freccia nel fianco: romanzo, Milano: Treves, 1913, 315 p.
- Luciano Zuccoli, La freccia nel fianco: romanzo, Milano: Garzanti, 1942, 315 p.
- Luciano Zuccoli, La freccia nel fianco: romanzo, Milano: Rizzoli, stampa 1950, 221 p.
- Luciano Zuccoli, La freccia nel fianco, Coll. I libri del sabato n. 3, Roma: Gherardo Casini edizioni periodiche, 1965, 239 p.

## Adattamenti
- La freccia nel fianco, film italiano del 1945 diretto da Alberto Lattuada
- La freccia nel fianco, film TV italiano del 1975 diretto da Ugo Gregoretti[5]
- La freccia nel fianco, sceneggiato italiano del 1983 diretto da Giovanni Fago[6]